# Jacob Korevaar
Jacob "Jaap" Korevaar (Driebruggen, 25 de janeiro de 1923 – Bussum, 18 de março de 2025) foi um matemático neerlandês.

## Carreira
Foi professor da Universidade da Califórnia em San Diego, Universidade do Wisconsin-Madison e Universidade de Amsterdã.
Korevaar recebeu o Prêmio Lester R. Ford de 1987, e o Prêmio Chauvenet de 1989, por um ensaio sobre a prova de Louis de Branges de Bourcia da conjectura de Bieberbach. Em 2012 tornou-se um fellow da American Mathematical Society.

## Morte
Korevaar morreu no dia 18 de março de 2025 aos 102 anos.

## Publicações
- Tauberian theory: a century of developments, Springer Verlag 2004
- Mathematical methods: linear algebra, normed spaces, distributions, integration, Academic Press 1968, Dover 2008